# National Anthem (bài hát của Lana Del Rey)
"National Anthem" (Quốc ca) là một bài hát của nữ nghệ sĩ-nhạc sĩ người Mỹ Lana Del Rey, trích từ album phòng thu thứ hai của cô Born to Die (2011). Nó được chọn làm một đĩa đơn thứ năm của album và được phát hành vào ngày 6 tháng 7 năm 2012 bởi Interscope.

## Video âm nhạc

Del Rey trong video ca nhạc, đang trèo lên nóc xe ô tô sau khi Kennedy (do diễn viên gốc Phi đóng) bị bắn chết.

Video ca nhạc cho "National Anthem"được đạo diễn bởi Anthony Mandler vào tháng 5 năm 2012  và được phát hành vào 27 tháng 6 năm 2012. Trong video, Del Rey đóng hai vai Marilyn Monroe và Jacqueline Kennedy Onassis còn nghệ sĩ nhạc rap A$AP Rocky đóng vai John F. Kennedy.
Tính đến tháng 4 năm 2020, video đã đạt hơn 73 triệu lượt xem.

## Danh sách ca khúc
EP kĩ thuật số
1. "National Anthem" - 3:50
2. "National Anthem" (Fred Falke Remix Edit) - 3:46
3. "National Anthem" (Tensnake Remix) - 3:43
4. "National Anthem" (Afterlife Remix) - 3:48

Picture Vinyl
1. "National Anthem"
2. "National Anthem" (BretonLABS Remix)

## Thực hiện
- Lana Del Rey – hát chính, viết lời
- The Nexus – viết lời, chỉnh giọng
- Justin Parker – viết lời
- Emile Haynie – sản xuất, trống, keyboard
- Jeff Bhasker – bổ sung sản xuất, bổ sung keyboard, guitar
- James Bauer-Mein, David Sneddon, Emilie Bauer-Mein – hát bè
- Manny Marroquin – phối âm
- Erik Madrid, Chris Galland – trợ lý phối âm

## Xếp hạng
| Bảng xếp hạng (2012)   | Vị trí cao nhất |
| ---------------------- | --------------- |
| Bỉ (Ultratip Flanders) | 75              |

## Lịch sử phát hành
| Quốc gia | Ngày                | Định dạng      |
| -------- | ------------------- | -------------- |
| Ireland  | 6 tháng 7 năm 2012  | EP kĩ thuật số |
| Anh      | 8 tháng 7 năm 2012  | EP kĩ thuật số |
| Anh      | 9 tháng 7 năm 2012  | Vinyl          |
| Đức      | 17 tháng 7 năm 2012 | Vinyl          |

## Liên kết khác
- Video âm nhạc chính thức trên YouTube